# قندس أمريكي
قندس أمريكي (الاسم العلمي:Castor canadensis) هو نوع من الحيوانات يتبع جنس قندس من فصيلة القندسية.